# Навсегда (альбом группы «Винтаж»)
«Навсегда» — шестой студийный альбом российской поп-группы «Винтаж», выпущенный 14 апреля 2020 года, спустя 6 лет после предыдущего.

## Предыстория
Первоначальные сессии записи для альбома проводились перед временным уходом Плетнёвой и Романофа. В 2019 году был выпущен первый сингл в поддержку под названием «Преступление и наказание» и выпущен видеоклип. Долгое время ожидались, что альбом будет называться «Вавилон», позже название сменилось на «Навсегда». В мае 2020 года вторым синглом вышла песня «Из Токио» и выпущен видеоклип.

## Список композиций
| №  | Название                          | Автор(ы)                 | Длительность |
| -- | --------------------------------- | ------------------------ | ------------ |
| 1. | «Удивительный мир»                | А. Сахаров, А. Романоф   | 3:33         |
| 2. | «Спичка»                          | А. Ковалёв, А. Романоф   | 3:41         |
| 3. | «Вавилон»                         | А. Романоф, Н. Комендров | 4:08         |
| 4. | «Молодой и пьяный»                | А. Ковалёв, А. Романоф   | 3:39         |
| 5. | «Преступление и наказание»        | А. Романоф, Т. Ёлчин     | 3:17         |
| 6. | «Фреди и Джордж»                  | А. Осадчий, А. Романоф   | 4:39         |
| 7. | «Из Токио»                        | А. Романоф, А. Кох       | 3:52         |
| 8. | «Время»                           | А. Ковалёв, А. Романоф   | 4:29         |
| 9. | «Навсегда» (Instrumental Version) | А. Романоф               | 4:40         |

## Видеоклипы
1. «Преступление и наказание» — режиссёр Денис Шкедов
2. «Из Токио» — режиссёр Даниил Величко

## История релиза
| Регион | Дата      | Формат               | Лейбл        |
| ------ | --------- | -------------------- | ------------ |
| Россия | 14 апреля | Цифровая дистрибуция | Velvet Music |